# Nankang Rubber Tire
Nankang Rubber Tire Corporation, Limited (南港輪胎股份有限公司T, Nángǎng Lúntāi Gǔfèn Yǒuxiàn GōngsīP), o Nankang, è una azienda taiwanese di pneumatici per autoveicoli e altri prodotti in gomma, fondata nel 1959. I prodotti dell'azienda includono pneumatici per automobili, per autocarri leggeri e per veicoli per uso su neve.